# Itinéraire complémentaire 26 (Portugal)
L'IC26 sera une voie rapide sans profil autoroutier actuellement en projet et qui reliera dans un premier temps Amarante et l'  à Peso da Régua et l' , en passant à proximité de Mesão Frio. Sa longueur sera de 43 km.
Il est également prévu de prolonger la voie rapide au sud-est jusqu'à Trancoso et l' IP 2 , mais compte tenu de la situation économique du pays ce projet ne verra le jour qu'à long terme.
La longueur finale de l'IC26 sera de 117 km.

## État des tronçons
| Tronçon                       | État (2011) | km |
| ----------------------------- | ----------- | -- |
| Amarante () - Mesão Frio      | En projet   | 23 |
| Mesão Frio - Peso da Régua () | En projet   | 20 |
| Lamego () - Trancoso ( IP 2 ) | En projet   | 74 |

## Itinéraire

### Amarante - Peso da Régua
| Sorties     | Villes             |
| ----------- | ------------------ |
| (En projet) | Amarante Vila Real |
| (En projet) | Baião              |
| (En projet) | Mesão Frio         |
| (En projet) | Peso da Régua      |
| (En projet) | Lamego Vila Real   |

### Lamego - Trancoso
| Sorties     | Villes                                           |
| ----------- | ------------------------------------------------ |
| (En projet) | Lamego - Castro Daire Peso da Régua              |
| (En projet) | Tarouca                                          |
| (En projet) | Passô Vila Chã da Beira                          |
| (En projet) | Moimenta da Beira-Ouest                          |
| (En projet) | Moimenta da Beira-Est                            |
| (En projet) | Sernancelhe                                      |
| (En projet) | Ponte do Abade                                   |
| (En projet) | Palhais                                          |
| (En projet) | Trancoso                                         |
| (En projet) | Celorico da Beira IP 2 Vila Nova de Foz Côa IP 2 |

|}